# Article 15 de la Charte canadienne des droits et libertés
L'article 15 de la Charte canadienne des droits et libertés est l'article de la Charte des droits de la Constitution du Canada qui garantit le droit à l'égalité. Elle protège contre toutes formes de discrimination perpétrées par les gouvernements du Canada
Les droits consacrés à l'article 15 comprennent l'égalité raciale et l'égalité des sexes. L'article a également été, dans sa jurisprudence, le fondement juridique des droits des homosexuels au Canada. Ces droits sont garantis à « chaque individu » ; cette formulation exclut les personnes morales telles que les entreprises, contrairement à d'autres articles de la Charte ou elles sont incluses. L'article 15 est entré en vigueur en 1985.

## Texte
Sous la rubrique Droits à l'égalité, l'article se lit comme suit :

« 15. (1) La loi ne fait acception de personne et s'applique également à tous, et tous ont droit à la même protection et au même bénéfice de la loi, indépendamment de toute discrimination, notamment des discriminations fondées sur la race, l'origine nationale ou ethnique, la couleur, la religion, le sexe, l'âge ou les déficiences mentales ou physiques.

(2) Le paragraphe (1) n'a pas pour effet d'interdire les lois, programmes ou activités destinés à améliorer la situation d'individus ou de groupes défavorisés, notamment du fait de leur race, de leur origine nationale ou ethnique, de leur couleur, de leur religion, de leur sexe, de leur âge ou de leurs déficiences mentales ou physiques. »

— Article 15 de la Charte canadienne des droits et libertés
Cependant, en langue anglaise, ce texte est le suivant :

« 15. (1) Every individual is equal before and under the law and has the right to the equal protection and equal benefit of the law without discrimination and, in particular, without discrimination based on race, national or ethnic origin, colour, religion, sex, age or mental or physical disability.

(2) Subsection (1) does not preclude any law, program or activity that has as its object the amelioration of conditions of disadvantaged individuals or groups including those that are disadvantaged because of race, national or ethnic origin, colour, religion, sex, age or mental or physical disability. »

— (en) Article 15 de la Charte canadienne des droits et libertés
Les deux traduction sont juridiquement identiques et de même valeur juridique : il n'y a pas de disposition qui fasse primer une traduction sur l'autre. Cependant, les termes employés divergent selon que l'on considère le texte en langue française ou le texte en langue anglaise.

## Historique
La Déclaration canadienne des droits de 1960 garantissait « le droit de l’individu à l’égalité devant la loi et à la protection de la loi. » L'égalité de la protection de la loi est un droit qui est garanti aux États-Unis depuis 1868 par la Clause de protection égale ((en)« Equal Protection Clause ») du Quatorzième amendement de la Constitution américaine. L'article 15 date de la toute première version de la Charte, publiée en octobre 1980, mais la formulation était différente. Il se lisait comme suit :

« (1) Chacun a le droit à l'égalité devant la loi et à la même protection de la loi sans discrimination à raison de la race, de l'origine nationale ou ethnique, de la couleur, de la religion, de l'âge ou du sexe.

(2) Cet article n'exclut aucune loi, programme ou activité qui a pour objet l'amélioration de la condition de personnes ou de groupes défavorisés,. »

Au cours du processus de rédaction, le mot « personnes » fut abandonné au profit du mot « individus » afin d'empêcher les personnes morales d'invoquer les droits à l'égalité. De plus, alors que la version originale parle du droit à la même protection de la loi, l'article qui fut finalement promulgué inclut le droit au même bénéfice de la loi. La raison de cet ajout et d'autres était d'encourager une interprétation généreuse de l'article 15. Dans deux arrêts se fondant sur la Déclaration des droits, soit Procureur général du Canada c. Lavell (1974) et Bliss c. Canada (1979), le juge Roland Ritchie (en) avait affirmé que seule l'application de la loi (et non le résultat) devait être égale, motivant ainsi l'inclusion de l'affirmation que la loi « ne fait acception de personne » ; il avait également affirmé que les bénéfices de la loi ne devaient pas obligatoirement être égales, ce qui a motivé l'affirmation contraire dans la Charte.
Bien que la Charte elle-même soit entrée en vigueur le 17 avril 1982, l'article 15 n'est entrée en vigueur le 17 avril 1985, conformément à l'article 32(2) de la Charte. La raison de ce délai était d'accorder suffisamment de temps aux gouvernements provinciaux et fédéral pour réviser leurs lois et faire les changements appropriés à toute loi discriminatoire.

## Signification et objectif
La notion d'égalité au Canada prend ses origines philosophiques dans les œuvres d'Albert Venn Dicey, qui croyait à l'égalité substantielle (semblable à ce que Milton Friedman appelait l'égalité du résultat). L'égalité substantielle reconnaît que tous n'ont pas les mêmes capacités et attributs, et ne sont donc pas égaux sous la loi. Plutôt, en traitant différemment les personnes différentes, tous seront sujets à un impact égal de la loi. Cette forme d'égalitarisme fut développé en réponse à la notion d'égalité formelle, qui dit que la loi s'applique également sans distinction entre les caractéristiques personnelles.
Cette philosophie se retrouve dans les 4 types d'égalités protégées par l'article 15(1).
- L'égalité devant la loi est l'égalité dans l'administration de la justice, où tous les individus sont également traitées par la loi. Cela veut dire qu'une loi peut être discriminatoire mais elle doit être appliquée également à tous.
- L'égalité dans la substance de la loi : la règle de droit ne doit pas être différente pour des caractéristiques personnelles non pertinentes.
- L'égal bénéfice de la loi assure que les bénéfices imposés par la loi seront proportionnés.
- L'égale protection de la loi assure que la protection imposée par la loi sera proportionnée.

En somme, la garantie d'égalité à l'article 15 vise à « empêcher qu’il y ait atteinte à la dignité et à la liberté humaines essentielles au moyen de l’imposition de désavantages, de stéréotypes ou de préjugés politiques ou sociaux, et de promouvoir une société dans laquelle tous sont également reconnus dans la loi en tant qu’êtres humains ou que membres de la société canadienne, tous aussi capables, et méritant le même intérêt, le même respect et la même considération. » (Le juge Iacobucci dans Law c. Canada [1999])

## Application
Dans toute demande relative à l'article 15(1), la charge de la preuve incombe toujours au demandeur. En interprétant l'article, on doit toujours garder à l'esprit l'objectif de l'article ainsi que les facteurs externes comme ceux mentionnés en 15(2).

### Le test deLaw
La discrimination est identifiable à l'aide d'un test en trois étapes, d'abord utilisé dans (Nancy) Law c. Canada, d'où il tire son nom.
1. La loi, le programme, ou l'action impose-t-il une différence de traitement entre le demandeur et un groupe de comparaison ? En d'autres termes, est-ce qu'une distinction fut créée entre les groupes de par l'objectif ou l'effet ?
2. Si c'est le cas, la différence de traitement se fondait-elle sur des motifs énumérés ou analogues ?
3. Si c'est le cas, la loi en question avait-elle un objectif ou un effet qui est discriminatoire au sens de la garantie d'égalité ?

#### Différence de traitement
Cette étape sert à déterminer s'il existe une distinction formelle entre le demandeur et un groupe de comparaison fondée sur une ou des caractéristiques personnelles, ou si elle ne tient pas compte de la situation défavorisée actuelle du demandeur.
La sélection du groupe de comparaison est intégrale. Il doit posséder toutes les qualités du demandeur à l'exception de la caractéristique personnelle qui est en jeu. Dans Hodge c. Canada (2004) il fut noté qu'une cour peut rejeter le choix du groupe de comparaison privilégié par le demander, et que le choix du mauvais groupe de comparaison peut avoir pour résultat l'échec de la demande.

#### Motifs énumérés ou analogues
Le concept de motifs énumérés ou analogues est apparu pour la première fois dans l'affaire Andrews c. Law Society of British Columbia (1989) pour désigner les caractéristiques personnelles qui, lorsqu'elles sont l'objet d'une discrimination, rendent cette discrimination inconstitutionnelle en vertu de l'article 15. Il y a neuf motifs énumérés qui sont explicitement mentionnés dans l'article, bien qu'ils ne soient pas en réalité numérotés. En pratique, les motifs énumérés ont été interprétés de façon large et généreuse. Par exemple, la discrimination fondée sur la grossesse est considérée comme une discrimination sexuelle (Brooks c. Canada Safeway Ltée).
Comme le mot « notamment » utilisé à l'article 15 sous-entend que les motifs explicitement énumérés ne sont pas une liste exhaustive de la portée de l'article, des motifs additionnelles peuvent être pris en considération s'il peut être démontré que le droit à l'égalité d'un groupe ou individu a été nié en comparaison avec un autre groupe qui partage toutes les mêmes caractéristiques sauf la caractéristique personnelle en jeu. Une caractéristique personnelle est considérée comme analogue à celles énumérés à l'article 15 si elle est « immuable » ou ne peut être changée, ou bien seulement au prix d'un coût excessif (constructivement immuable). À ce jour, plusieurs motifs analogues ont été identifiés :
- l'orientation sexuelle (Egan c. Canada[12], Vriend c. Alberta[13], Little Sisters Book and Art Emporium c. Canada [2000][14]) ; ceci a amené plusieurs cours provinciales (mais pas la Cour suprême) à juger inconstitutionnelles les lois réservant le mariage aux couples hétérosexuels. Dans Halpern c. Canada (2003)[15], la Cour d'appel de l'Ontario a utilisé l'article 15 pour légaliser le mariage homosexuel en Ontario.
- l'état matrimonial (Miron c. Trudel [1995][16], Nouvelle-Écosse c. Walsh [2002][17])
- le statut d'autochtone hors-réserve/« autochtonité‑lieu de résidence » (Corbiere c. Canada[8])
- la citoyenneté (Lavoie c. Canada[18])

De plus, les cours ont rejeté plusieurs suggestions de motifs analogues, dont :
- avoir le « goût pour la marihuana » (R. c. Malmo-Levine[19])
- la situation d'emploi (Renvoi relatif au Workers' Compensation Act[20], Delisle c. Canada[21])
- plaideur contre la Couronne (Rudolph Wolff c. Canada[22])
- province de poursuite/résidence (R. c. Turpin [1989][23], R. c. S. (S.) [1990][24])
- être membre des forces armées (R. c. Généreux[25])
- nouveau résident d'une province (Haig c. Canada [1993][26])
- les personnes ayant commis un crime à l'extérieur du Canada (R. c. Finta [1994][27])

#### Discrimination
Afin de juger qu'il y a discrimination, on doit déterminer si le fardeau discriminatoire ou la privation d'un avantage porte atteinte à la dignité humaine d'un individu. En d'autres termes, la discrimination aura l'effet de marginaliser, d'ignorer ou de dévaluer le « respect » ou « l'estime de soi ».
En gardant à l'esprit la dignité humaine, quatre « facteurs contextuels » doivent être examinés, dont aucun ne prouve à lui seul la discrimination. Tous doivent être considérée selon leur importance appropriée. La jurisprudence a démontré que chacun de ces facteurs est pesé de façon différente dépendant du contexte.
1. la préexistence d'un désavantage
Il s'agit de déterminer s'il existait un désavantage ou une vulnérabilité préexistant du demandeur. Dans Corbiere c. Canada[8], la juge Beverley McLachlin a décrit ce facteur comme le plus convaincant et le plus suggestif de discrimination s'il est prouvé. Toutefois, l'absence d'un désavantage préexistant n'empêche pas nécessairement le succès d'une demande, comme dans Trociuk c. Colombie-Britannique[29].
2. la correspondance entre le motif sur lequel l'allégation est fondée et les besoins, les capacités ou la situation propres au demandeur
Le demandeur doit démontrer qu'un lien existe entre le motif de l'allégation et ses besoins, ses capacités et sa situation réels. La discrimination sera plus difficile à prouver si la loi tient compte des caractéristiques du demandeur. Dans Gosselin c. Québec (Procureur général) (2004)[30], la Cour était très divisée sur cette question. La majorité a affirmé que la loi qui accorde moins d'assistance sociale aux jeunes est liée à la plus grande facilité des jeunes de trouver de l'emploi. Les juges dissidents, pour leur part, ont insisté que la preuve ne démontrait pas qu'il s'agissait d'une qualité réelle, mais plutôt d'un stéréotype.
3. l'objet ou l'effet d'amélioration de la loi eu égard à une personne ou un groupe défavorisés
Ce facteur sert à déterminer si une distinction est faite dans le but d'aider un groupe encore plus défavorisé. Si cela peut être démontré, il est peu probable que le demandeur soit capable de prouver une violation de sa dignité. Toutefois, l'arrêt Lovelace c. Ontario[31] prévient que l'analyse ne doit pas se réduire à un exercice d'équilibrage entre des désavantages relatifs.
4. la nature et l'étendue du droit
Le dernier facteur examine la nature et l'étendue du droit touché par la loi contestée. Plus les effets de la loi sont sévères et localisés pour les personnes affectées, plus il est probable que les différences de traitements qui en sont responsables soient jugés discriminatoires.

## Mise en œuvre
L'article 15, comme le reste de la Charte, est principalement appliquée par les tribunaux via les litiges en vertu des articles 24 et 52 de la Loi constitutionnelle de 1982. Ces litiges peuvent entraîner des coûts énormes. Afin de surmonter cet obstacle, le gouvernement fédéral a développé le Programme de contestation judiciaire en 1985 afin de financer les affaires-type contestant les lois fédérales par rapport aux droits à l'égalité garantis par la Charte. Il y a également eu un certain financement de contestations de lois provinciales sous une variété de programmes, mais sa disponibilité varie considérablement d'une province à l'autre. En septembre 2006, le gouvernement fédéral a annoncé que « nous coupons dans le gras, et nous recentrons les ressources financières en fonction des grandes priorités des Canadiennes et des Canadiens. » Cela inclut la coupure de tout le financement accordé au programme des contestations judiciaires.

## Source
- (en) Cet article est partiellement ou en totalité issu de l’article de Wikipédia en anglais intitulé « Section Fifteen of the Canadian Charter of Rights and Freedoms » (voir la liste des auteurs).